# Genulphus
De heilige Genulphus (saint Genou) (Rome, 230 - La Celle de Saint-Genou of Selles-Saint-Genoulph) zou de eerste bisschop van Cahors geweest zijn. Hij was de zoon van de heilige Genitus (saint Génit) en werd met hem door paus Sixtus II naar Gallië gestuurd om het gebied te bekeren.
Verschillende kerken zijn aan hem gewijd en ook het Franse dorp Saint-Genou draagt zijn naam. Zijn feestdag is op 17 januari.